# Aedes zoosophus
Aedes zoosophus é um espécie de mosquito do género Aedes, pertencente à família Culicidae.